# Parafia św. Mikołaja w Łękawicy
Parafia św. Mikołaja Biskupa w Łękawicy – parafia rzymskokatolicka z siedzibą w Łękawicy, znajdująca się w diecezji tarnowskiej, w dekanacie Tarnów Wschód.